# Jänickendorf (Nuthe-Urstromtal)
Das Dorf Jänickendorf ist seit 1993 einer von 23 Ortsteilen der Gemeinde Nuthe-Urstromtal im Landkreis Teltow-Fläming in Brandenburg.

## Lage
Der Ort liegt südwestlich des Gemeindezentrums. Er grenzt im Westen an den Ortsteil Kolzenburg der Stadt Luckenwalde an. Nördlich ist der Wohnplatz Elsthal (ebenfalls zu Luckenwalde). Es folgen im Uhrzeigersinn die Ortsteile Gottow, Dümde und Holbeck, die ebenfalls zu Nuthe-Urstromtal gehören. Die Landstraße 73 führt von Nordwesten kommend in östlicher Richtung durch den Ort. Im Nordwesten an der Straße nach Luckenwalde befindet sich ein kleiner Ausbau mit fünf Häusern, der 1936 als Kietz bezeichnet wurde. Im Osten und Nordosten befindet sich der Flurname Die Wirchen und Schloß, im Süden liegt die wüste Feldmark Hohendorf und Ruhlsdorf, während sich im Südwesten vermutlich ein Anteil an der wüsten Feldmark Heinsdorf befindet.

## Geschichte und Etymologie

### 13. bis 15. Jahrhundert
Jänickendorf wurde 1285 erstmals als Jenkendorff oder Jinkendorff erwähnt. Der Name des Ortes könnte sich vom Personennamen Jenke als Kosename von Jan-Johannes ableiten, könnte aber auch slawischen Ursprungs sein. Die Schreibweise wechselte über die Jahrhunderte. So ist aus dem Jahr 1307 ein Gentkendorff, aus 1419 ein Jenikendorf und Penikendorff, aus 1459 Jevekendorf, aus 1474 Jengendorf und aus 1580 Jenikendorf überliefert. Das Dorf war bis 1285 im Besitz der von Richow, die es im genannten Jahr an das Kloster Zinna verkauften. Der Presbyter Kalow ließ im Jahr 1419 neuen Acker anlegen, der vom Erzbischof an das Kloster weitergereicht wird. Der Schulze besaß im Jahr 1480 zwei Dorfhufe zum Lehen sowie zwei wüste Hufen in Ruhlsdorf. Von den 23 Eindorfhufnern besaß einer drei wüste Hufen, elf je zwei wüste Hufen zum Lehen und elf eine wüste Hufen zum Lehen. Im Dorf lebten außerdem zwölf Kossäten, von denen sechs Kalows Acker und Acker zu Heinsdorf bewirtschafteten. Vier Kossäten bewirtschaften den Frentzels und Kalows Acker, zwei den Kalows Acker. Der Pfarrhof umfasste zwei Dorf- und zwei wüste Hufen in Ruhlsdorf. Die Gemarkung hatte eine Gesamtgröße von 30 Hufen; dem Pfarrer standen zwei Hufen zu.

### 16. Jahrhundert
Die Bewohner leisteten im Jahr 1534 insgesamt 23 Rheinische Gulden (fl) 17 Groschen (gr) 6 Pfennig (d) zum 50. Pfennig an Abgaben. Nach der Reformation übernahm im Jahr 1553 das Amt Zinna das Dorf mit allem Recht und Kirchenpatronat. Für 1562 sind in Jenickendorf 36 Hauswirte überliefert; dem Pfarrer standen vier Hufen zu. Möglicherweise sind darin aber auch zwei wüste Hufen aus Ruhlsdorf enthalten, denn 1568 und 1642 wurde wieder nur von zwei Pfarrhufen berichtet. Im Jahr 1562 besaß der Pfarrer vier Hufen vor Jänickendorf und drei Wiesen, auf denen er 7 Fuder Heu gewinnen konnte. Er erhielt außerdem von den Hufnern 2 Wispel Roggen. Die Kirche besaß ein Stück Acker auf dem Wege nach Golm, der Küster erhielt von jedem Hufner 1 Scheffel Roggen sowie ¼ Scheffel von jedem Kossäten sowie zwei Brote und zwei Eier von jedem Hauswirt. Ausweislich einer Statistik aus dem Jahr 1568 besaß der Schulze zwei Dorfhufe zum Lehen sowie zwei wüste Hufen in Ruhlsdorf. Die 13 Eindorfhufner besaßen je noch zwei wüste Hufen in Ruhlsdorf; die elf Eindorfhufner jeder eine wüste Hufe in Ruhlsdorf. Die zwölf Kossäten bewirtschafteten teilweise Kalows Acker und einen Acker in Heinsdorf sowie Frentzels und Kalows Acker. Der Pfarrhof wurde wieder mit zwei Dorf und zwei wüsten Hufen aus Ruhlsdorf ausgewiesen. Die Kirche besaß einen Acker neben dem Weg auf dem Berg Golm. 1571 wurde erstmals eine Dorfkirche erwähnt, die jedoch zwei Mal abbrannte.  Für 1584 sind 36 Hauswirte und der Pfarrer überliefert. Die Einwohner zahlten 1586 insgesamt 13 Taler 3 Ort zum 70. Pfennig.

### 17. Jahrhundert
Um 1600 lebten nach wie vor 36 Hauswirte im Ort. Bei einem Feuer im Jahr 1612 wurden 25 oder 26 Erben (=Höfe) zerstört. Weiteren, deutlich erheblicheren Schaden, richtete der Dreißigjährige Krieg an. Im Jahr 1642 war das Dorf wüst gefallen und lediglich noch von vier Hufnern, drei Kossäten und sechs armen Witwen bewohnt, die sich allesamt als Tagelöhner verdingten. Im Frieden lebten zuvor 36 besessene Mann im Ort: zwei Lehnmänner, 22 Hufner und 12 Kossäten. Der Pfarrer erhielt 2 Wispel und acht halbe Scheffel Roggen, neun Rauchhühner sowie 2 Schock Eier. Der Küster bekam 1 Wispel 3 Scheffel Roggen, 32 Brote und 72 Eier. Im Jahr 1684 bestand Jänickendorf aus 36 Gütern: Neben dem Schulzengut waren dies 23 Hufnerhöfe, von denen zwölf bewohnt waren. Von den zehn Kossätenhöfen dienten nur vier. Eine Statistik aus dem Jahr 1686 führte 14 Hufner und zehn Kossäten auf. Der Schulze besaß eine Sandhufe einschließlich Hohendorf, auf denen er 15 Scheffel Aussaat ausbrachte und 8 Fuder Heu ernten konnte. Er besaß eine Wohnung mit Garten und Weide, betrieb Viehzucht und Holzung. Die sechs Hufner hatten jeder ½ Hufe einschließlich des Hohendorfer Ackers, auf denen sie jeweils 8 Scheffel Aussaat ausbringen konnten und 5 Fuder ernteten. Sie hatten eine Wohnung, Garten und Weide mit Viehzucht und Holzung. Sechs Hufner bewirtschafteten je ½ Hufe einschließlich des Hohendorfer Ackers mit je 10 Scheffel Aussaat und 3 Fuder Heu. Sie besaßen jeder ein Wohnhaus mit Garten und Weide, betrieben Viehzucht und Holzung. Das Lehnbauerngut war ½ Hufe groß und mit 11 Scheffel Aussaat, 5 Fuder Heu, Wohnung, Garten, Weide, Viehzucht und Holzung ausgestattet. Zwei Kossäten hatten je 3 ½ Scheffel Aussaat, 1 Fuder Heu, Wohnung, Garten, Weide, Viehzucht und Holzung. Sie leisteten Abgaben aus ihrem Gewerbe. Die vier Kossäten hatten jeder 3 Scheffel Aussaat, 2 Fuder Heu, ein Wohnhaus, Garten, Weide, Viehzucht, Holzung und leisteten ebenfalls vom Gewerbe. Ein Kossät kam auf 3 Scheffel Aussaat, 3 Fuder Heu und besaß ein Wohnhaus, Garten, Weide, Viehzucht und Holzung. Zwei weitere Kossäten kamen auf je 3 Scheffel Aussaat, 1 Fuder Heu und besaßen ein Wohnhaus, Garten, Weide, Viehzucht und Holzung. Ein anderer Kossät hatte 2 ½ Scheffel Aussaat, 1 Fuder Heu, Wohnhaus, Garten, Hütung, Viehzucht, Holzung und gab vom Gewerbe. Zehn Bauerngüter und zwei Kossätenhöfe lagen wüst, 7 ½ Hufen bewohnt und 5 Hufen wüst.

### 18. Jahrhundert
Eine Statistik aus dem Jahr 1727 führte den Lehnschulzen, den Lehnmann, 21 Hufner, 12 Kossäten und einen Schmied auf. Im Folgejahr brachten 24 Bauern auf 12 Hufen insgesamt 15 Mg zu 12 Wispel 15 Scheffel 12 Metzen aus. Die 14 Kossäten brachten 2 Wispel 15 Scheffel 4 Metzen Aussaat aus. In einer Statistik aus dem Jahr 1738 wurden ein Zweihufner (der Lehnschulze), 23 Einhufner, 12 Kossäten und drei Halbkossäten (darunter ein Schmied und ein Ölmacher) aufgeführt; 1745 waren es 24 Hufner, 12 Kossäten, zwei Halbkossäten, zwei Büdner, ein Pfarrer, ein Teerofen und ein Heideläufer. Eine Statistik aus 1749/1755 führte 24 Bauern auf: ein Zweihufner, ein Lehnschulze und 23 Einhufner. Hinzu kamen zwölf Kossäten, neun Halbkossäten oder Büdner (darunter ein Schmied, ein Ölmacher und vier Soldaten), sechs Paare und drei Einlieger. Sie bewirtschafteten 12 Mg 80 QR Wiese. In einer anderen Statistik aus dem Jahr 1772 erschienen nach wie vor 24 Hufner (darunter der Schulze), zwölf Kossäten und elf Büdner. Es gab weiterhin einen Kuhhirten, einen Pferdehirten, einen Prediger und einen Küster. In Dorf lebten 46 Männer und 48 Frauen sowie 11 alte Männer und 12 alte Frauen. Insgesamt 33 Söhne waren über 10 Jahre, 26 darunter. Insgesamt 27 Töchter waren über 10 Jahre, 31 darunter. Hinzu kamen 11 Knechte und 13 Mägde. Der Einlieger war mit acht Männern, 13 Frauen, drei Söhnen und fünf Töchtern besetzt. Für 1791 wurden 24 Bauern, 12 Kossäten, 13 Büdner, 20 Hausleute oder Einlieger, einen Prediger und eine Schmiede aufgeführt; sie betrieben 58 Feuerstellen. Handwerker errichteten 1793 neben dem Pfarrhaus ein erstes Schulgebäude.

### 19. Jahrhundert
Im Dorf lebten im Jahr 1801 der Lehnschulze, 23 Ganzbauern, 12 Ganzkossäten, 8 Büdner, 13 Einlieger und ein Rademacher. Es gab eine Schmiede, einen Krug, zwei Teeröfen (den Jänickendorfschen und den Langenbergschen Ofen) sowie einen königlichen Unterförster, der zum Zinnaischen Revier gehörig war. Die Einwohner schlugen 650 Mg Holz, bewirtschafteten 76 Bauernhufen und betrieben 58 Feuerstellen. Jänickendorf bestand 1803 mit den in einiger Entfernung in der Heide gelegenen Teeröfen, dem Jänickendorfschen und dem Langenbergschen. Im Jahr 1812 wurden auf 547 Mg 140 QR eine Aussaat von 26 Wispel 22 Scheffel 10 Metzen ausgebracht. Für das Folgejahr sind das Lehnschulzengut, 23 Bauern, 12 Kossäten und 16 Büdner verzeichnet. Es gab das königliche Unterförsterhaus, das Predigerhaus, ein Schul- und Küsterhaus, zwei Hirtenhäuser sowie 57 Hauseigentümer. Weitere Handwerker sind 1818 verzeichnet: zwei Köche, ein Gast- und Schankwirt, ein Ölschläger, ein Grützmüller, ein Ölmüller, zwei Schlächter, ein Schmied, zwei Schneider, ein Stellmacher, zwei Leineweber. 1830 zerstörte ein Feuer eine Mühle im Ort. Von 1833 bis 1835 errichteten Handwerker auf dem Fundament einen Nachfolgebau. Das Dorf bestand 1837 mit Mühle, Luckenwalder Pechhütte und Langenberger Teerofen. Dort arbeiteten unter anderem drei Schneidermeister, zwei Rade- und Stellmachermeister, ein Grobschmiedemeister und ein Grobschmied. Es gab zwei Teeröfen, eine Windmühle, vier Webstühle ein Viktualienhändler und einen Krug. Im Dorf arbeiteten 29 männliche und 23 weibliche Dienstboten. Es gab 63 Wohnhäuser, eine Mühle sowie ¼ Meile davon gelegene Pechhütte. Drei Jahre später gab es fünf Schneider, vier Weber, zwei Stellmacher, einen Schuhmacher, einen Hausschlächter und einen Schmied. Im Dorf standen im Jahr 1858 sieben öffentliche, 60 Wohn- und 139 Wirtschaftsgebäude sowie im Abbau eine Windmühle. Die Gemarkung war 9291 Morgen (Mg) groß: 27 Mg Gehöfte, 144 Mg Gartenland, 1930 Mg Acker, 550 Mg Wiese, 800 Mg Weide. Jänickendorf bestand im Jahr 1891 als Pfarrdorf mit Forsthaus, Mühle und Chausseehaus. Im Jahr 1895 wurden 1,7 Hektar (ha) an den Forstgutsbezirk Woltersdorf abgetreten, zwei Jahre später 2,9 ha mit dem Forstgutsbezirk Woltersdorf getauscht. 1897 erhielt der Ort den Anschluss an die Königlich Preußische Militär-Eisenbahn und erlebte einen bescheidenen wirtschaftlichen Aufschwung. Nun entstanden neben den Pechöfen auch Sägewerke, mit denen Holz bis nach Berlin transportiert werden konnte.

### 20. Jahrhundert
Zur Jahrhundertwende war Jänickendorf 2411,8 ha groß und bestand aus 100 Häusern. Im Dorf lebten acht Altsitzer, ein Bäcker und Materialist, ein Gutspächter, acht Büdner, vier Büdner und Arbeiter, einen Büdner und Hausschlächter, zwei Büdner und Invalide, zwei Büdner und Maurer, drei Büdner und Zimmerleute, zwei Gastwirte, 15 Hufner, ein Hufner und Gastwirt, ein Hufner und Gemeindevorsteher und elf Kossäten. Außerdem lebten im Dorf ein Lehnschulzengutbesitzer, ein Lehrer, ein Prediger, zwei Rentner, ein Stammgutsbesitzer und ein Stationsvorsteher der Kreiskleinbahn sowie ein holländischer Windmühlenbesitzer. 1920 erhielt der Ort den Anschluss an das elektrische Stromnetz. 1922 stellte die Gemeinde ein Denkmal für die Gefallenen aus dem Ersten Weltkrieg auf. Jänickendorf wurde 1931 Landgemeinde mit einer Fläche von 2414,7 ha und 122 Wohnhäusern mit 161 Haushaltungen. Im Jahr 1939 gab es 35 land- und forstwirtschaftliche Betriebe mit einer Fläche von 20 bis 100 ha, 14 Betriebe mit 10 bis 20 ha, 20 mit 5 bis 10 ha sowie 44 Betriebe zwischen 0,5 und 5 ha.
Zum Ende des Zweiten Weltkrieges entfernten Soldaten der Roten Armee den auf dem Weltkriegsdenkmal befindlichen Adler mit ausgebreiteten Schwingen. Er wurde 1994 bei einer Sanierung des Denkmals wieder ersetzt. Während den Kriegshandlungen wurde auch eine der beiden Mühlen zerstört. Ebenfalls wurde das Bahnhofsgebäude zerstört und später durch einen Neubau ersetzt. Im Jahr 1948 wurden im Rahmen der Bodenreform 280,5 ha enteignet: 19,4 ha Acker, 45,7 ha Wiese und Weide, 213 ha Wald, 2,3 ha Wege und Ödland. Insgesamt 131,7 ha gingen an 33 landlose Bauern und Landarbeiter, 105,3 ha auf 29 landarme Bauern, 22,4 ha an zwei Umsiedler, 1,3 ha auf acht nichtlandwirtschaftliche Arbeiter und Angestellte, 2,3 ha an die Gemeinde, 19,1 ha an den Bodenfonds sowie 140 ha Wald aus Stülpe an 35 Eigentümer. Jänickendorf war 1950 Gemeinde mit den Wohnplätzen Forsthaus Etté, Forsthaus Holbeck und Ludwigsruh. Zehn Bauern gründeten 1953 eine LPG Typ I mit 58 ha Fläche, die 1958 zu einer LPG Typ III überging. Im Jahr 1960 bestand eine LPG Typ III, die im Folgejahr 147 Mitglieder und 640 ha Fläche hatte. Sie ging 1966 an die LPG Typ III Felgentreu. Außerdem gab es 1960 eine LPG Typ III, die 1961 insgesamt 25 Mitglieder und 151 ha Fläche umfasste. Diese wurde 1967 mit der LPG Typ III Holbeck zusammengeschlossen und als LPG (T) fortgeführt. Im Jahr 1970 waren die Wohnplätze aufgelöst; 1978 gründete sich eine LPG (Pf). Im Jahr 1983 bestand im Dorf die Kooperation Urstromtal Abteilung Pflanzenproduktion Jänickendorf mit Werkstatt Holbeck und Schönefeld, die LPG (T) mit Milchviehkombinat Stülpe, die LPG (Pf), eine Revierförsterei, die VdgB (BHG) mit Außenstelle Luckenwalde und Woltersdorf und Mischfutterwerk Walkmühle sowie die ZBE Agrochemisches Zentrum.
Mit Wirkung zum 31. Dezember 1963 wurde der Betrieb der Kleinbahn eingestellt. Jänickendorf wurde am 6. Dezember 1993 in die neue Gemeinde Nuthe-Urstromtal eingegliedert. 1996 endete der Eisenbahnverkehr auf der Bahnstrecke Zossen–Jüterbog und der Bahnhof Jänickendorf wurde geschlossen.

## Bevölkerungsentwicklung
| Jahr      | 1772 | 1791 | 1801 | 1817 | 1837 | 1858 | 1871 | 1885 | 1895 | 1905 | 1925 | 1939 | 1946 | 1964 | 1971 | 1981 |
| Einwohner | 287  | 404  | 430  | 436  | 510  | 548  | 539  | 603  | 691  | 692  | 691  | 763  | 841  | 711  | 690  | 737  |

## Kultur und Sehenswürdigkeiten

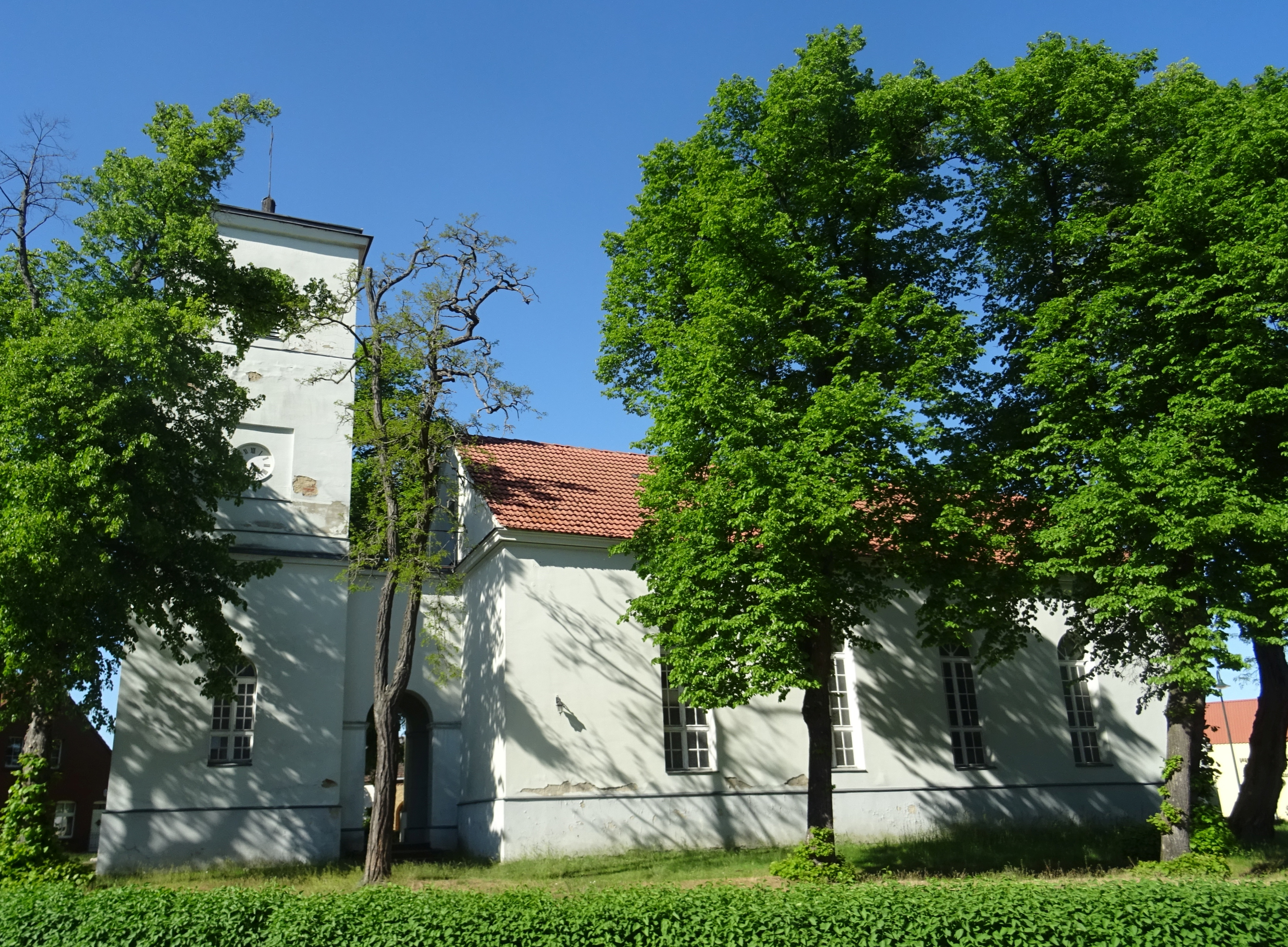
Dorfkirche Jänickendorf

- Die Dorfkirche Jänickendorf entstand in den Jahren 1833 bis 1835 im Rundbogenstil. Der Innenraum sowie die Kirchenausstattung wurden in den 1960er Jahren verändert.
- Museums-Scheune[3]
- Im Ort sind weiterhin ein Dorfverein sowie ein Feuerwehrverein aktiv.
- Im Jahr 2010 wurde der Film Stadt Land Fluss in Jänickendorf gedreht und im darauffolgenden Jahr auf den Internationalen Filmfestspielen Berlin vorgeführt. In ihm bildet die Landschaft des Fläming eine eindrückliche Filmkulisse. In dem halbdokumentarischen Film bilden die Betriebsabläufe und die Arbeitsumstände der (tatsächlichen) Mitarbeiter und Auszubildenden in einem landwirtschaftlichen Großbetrieb den Rahmen für die fiktionale Handlung.